# Распределение Бозе — Эйнштейна
Распределение Бозе — Эйнштейна — функция, описывающая распределение по уровням энергии тождественных частиц с нулевым или целочисленным спином (такие частицы называются бозонами) при условии, что взаимодействие частиц в системе слабое и им можно пренебречь (функция распределения идеального квантового газа, подчиняющегося статистике Бозе — Эйнштейна). В случае статистического равновесия среднее число {\displaystyle {\bar {n}}_{i}} таких частиц в состоянии с энергией {\displaystyle \epsilon _{i}} (выше температуры вырождения) определяется распределением Бозе — Эйнштейна:
{\displaystyle {\bar {n}}_{i}={\frac {1}{e^{(\epsilon _{i}-\mu )/kT}-1}},}
где i — набор квантовых чисел, характеризующих состояние частицы, k — постоянная Больцмана, μ — химический потенциал.
Отметим, что химический потенциал для Бозе-газа принимает отрицательные и большие по модулю значения.
Функцией Бозе-Эйнштейна задаются числа заполнения квантовых состояний с различными энергиями. Сумма по дискретному или интеграл по непрерывному спектру даст полное число частиц в газе:
{\displaystyle N=\sum _{k}{\frac {1}{e^{(\epsilon _{k}-\mu )/T}-1}}}.
С использованием функции Бозе-Эйнштейна, с введением соответствующих нормировок, выводятся и формулы распределения по энергии и импульсу.

## Свойства статистики Бозе-Эйнштейна
Функция Бозе-Эйнштейна обладает следующими свойствами:
- безразмерна;
- принимает вещественные значения в диапазоне от 0 до ∞;
- убывает с ростом энергии.

В отличие от Ферми-газа, Бозе-газ при абсолютном нуле температуры обладает наименьшей энергией, равной нулю. То есть все частицы находятся в квантовом состоянии с  ε=0 и формируют так называемый Бозе-конденсат.

## Применение статистики Бозе-Эйнштейна
Статистика Бозе-Эйнштейна находит применение при изучении сверхтекучести.
Также, существуют гипотезы о существовании так называемых Бозонных звезд, вероятных кандидатов в составляющие темной материи.

## Бозе-конденсат
Бозе-конденсат - это особое состояние Бозе-газа (Конденсат Бозе — Эйнштейна) при нулевой температуре, когда большое число частиц находится в состоянии с минимальной энергией (ε=0). В таком случае квантовые эффекты проявляются на макроскопическом уровне (см. сверхтекучесть).

## Классический (Максвелловский) предел
При высокой температуре функция Бозе-Эйнштейна переходит в функцию Максвелла-Больцмана, то есть распределение Бозе сменяется классическим распределением Максвелла-Больцмана.

## Вариации и обобщение
- Если в отрицательном биномиальном распределении параметр r - целое число, последнее распределение становится обобщенным распределением Бозе-Эйнштейна [1].
- Если в отрицательном биномиальном распределении параметр r=1, то отрицательное биномиальное распределение становится геометрическим распределением. Последнее распределение является распределением Бозе-Эйнштейна для одного источника (a single source) [2].